# North Haven (Maine)
North Haven es un pueblo ubicado en el condado de Knox en el estado estadounidense de Maine. En el Censo de 2010 tenía una población de 355 habitantes y una densidad poblacional de 1,66 personas por km².

## Geografía
North Haven se encuentra ubicado en las coordenadas 44°6′8″N 68°57′12″O / 44.10222, -68.95333. Según la Oficina del Censo de los Estados Unidos, North Haven tiene una superficie total de 213.65 km², de la cual 30.09 km² corresponden a tierra firme y (85.91%) 183.55 km² es agua.

## Demografía
Según el censo de 2010, había 355 personas residiendo en North Haven. La densidad de población era de 1,66 hab./km². De los 355 habitantes, North Haven estaba compuesto por el 96.9% blancos, el 0.28% eran afroamericanos, el 0% eran amerindios, el 0.28% eran asiáticos, el 0% eran isleños del Pacífico, el 0.56% eran de otras razas y el 1.97% pertenecían a dos o más razas. Del total de la población el 2.25% eran hispanos o latinos de cualquier raza.